# 게오르크 폰 브란덴부르크안스바흐쿨름바흐 변경백

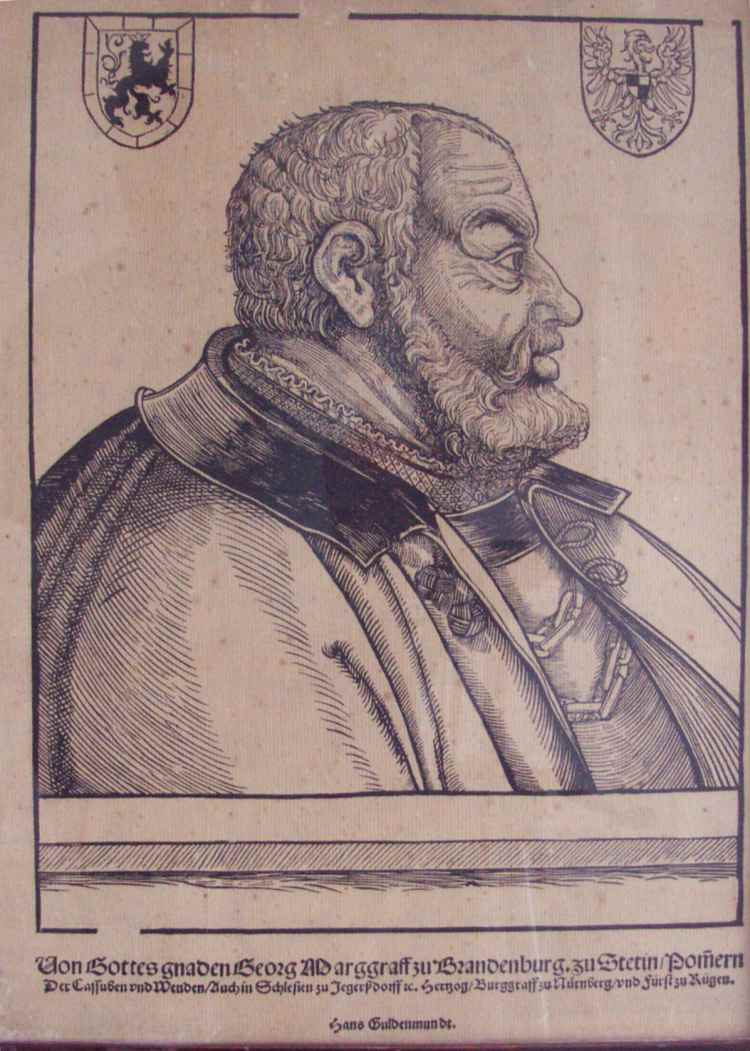
게오르크 폰 브란덴부르크안스바흐

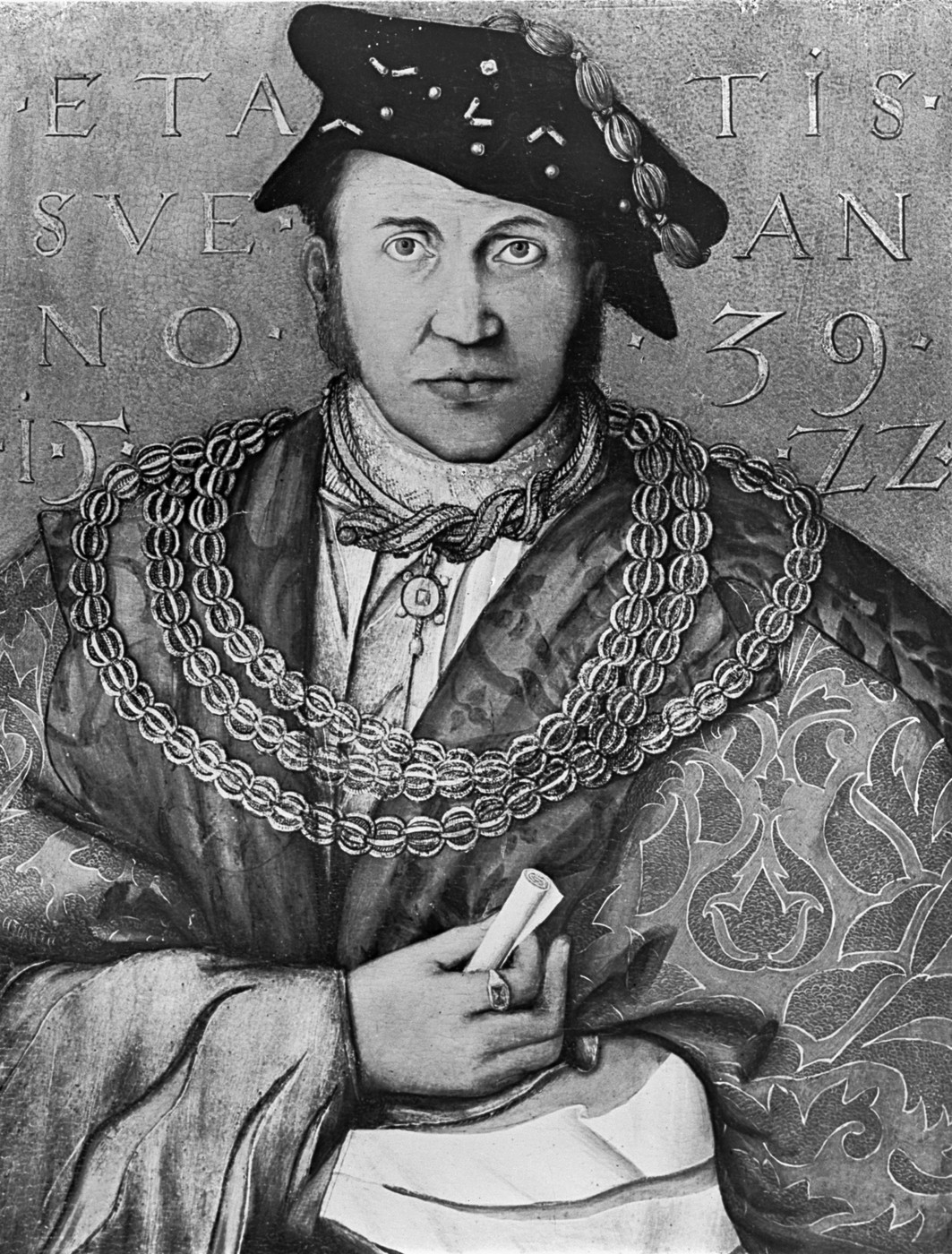
1522년에 그려진 게오르크의 초상화

게오르크 폰 브란덴부르크안스바흐(독일어: George von Brandenburg-Ansbach, 1484년 3월 4일 - 1543년 12월 27일) 또는 게오르크 위르겐(George Jürgen)는 독일 호엔촐레른 왕가 출신 군주로, 브란덴부르크안스바흐의 후작이자 브란덴부르크쿨름바흐의 후작이었다.
그는 1515년 5월에, 형 카지미르 폰 브란덴부르크쿨름바흐와 공모하여 쿠데타를 일으켜, 낭비벽이 심했던 아버지 프리드리히 2세를 몰아내고 브란덴부르크안스바흐의 후작이 되었으며, 1527년 형 카지미르가 전사하자 브란덴부르크쿨름바흐의 후작직도 겸하였다. 별칭은 게오르크 경건공(Georg der Fromme)이다.
1506년 외삼촌이자 폴란드의 왕자로 헝가리와 보헤미아의 국왕이 된 울라슬로 2세의 추정상속인이 되었다가 울라슬로 2세에게 아들 러요시 2세가 태어나자, 울라슬로 2세 궁정에서 그를 섬겼으며, 어린 외사촌의 후견인의 한 사람이자 가정교사가 되었다. 16세기 종교 개혁 당시 그는 마르틴 루터의 가톨릭교회 개혁의 영향을 받아 자신의 영지에 종교개혁론 및 복음주의 포교를 허용하였다. 튜튼 기사단의 단장이었던 알브레히트 폰 프로이센은 그의 동생이었다.

## 생애

### 헝가리 생활

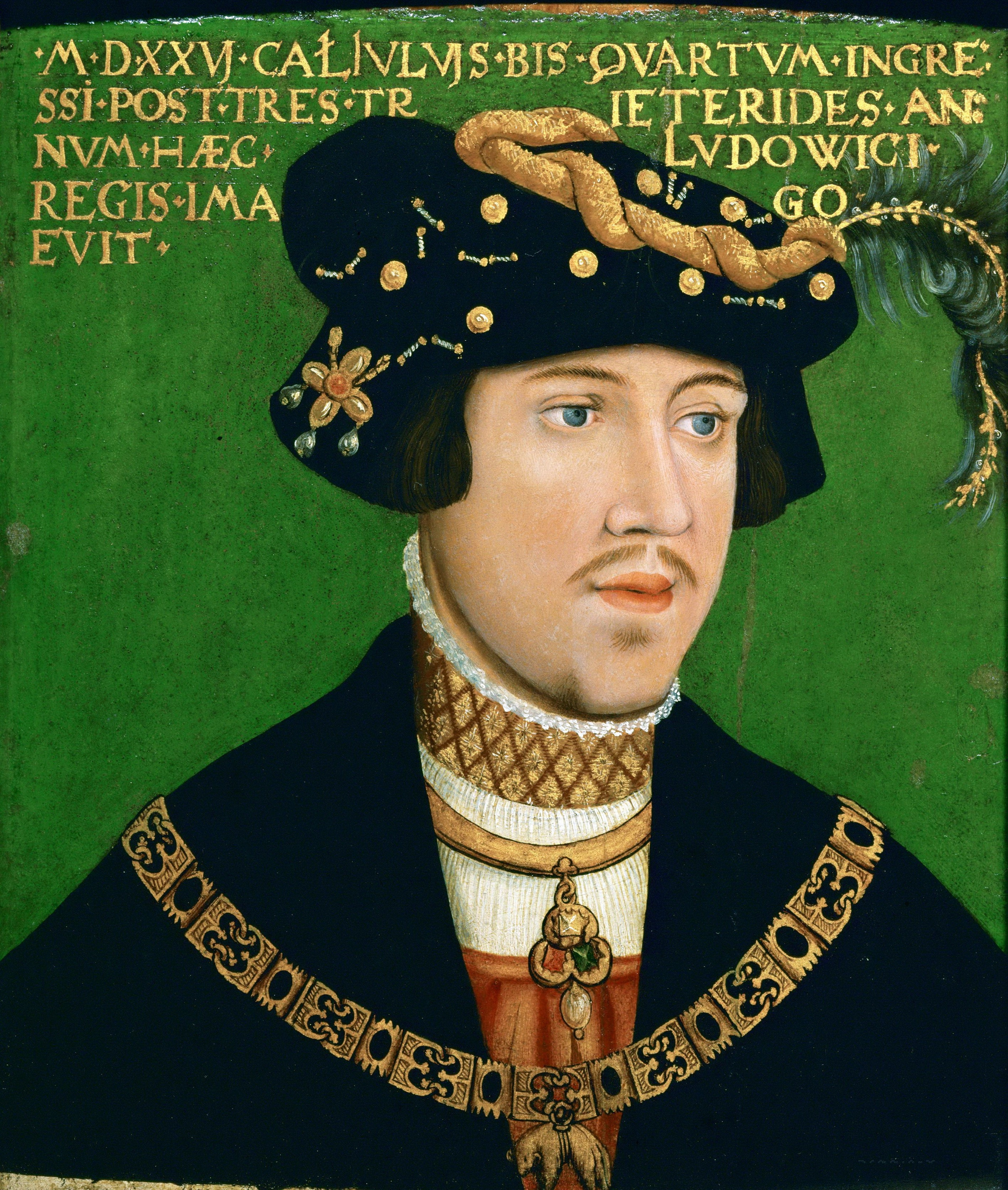
사촌 러요시 2세

게오르크 폰 브란덴부르크안스바흐는 1484년 3월 4일 브란덴부르크안스바흐의 후작 프리드리히 2세와 폴란드 국왕 카지미에시 4세와 엘리자베스 폰 합스부르크의 딸인 폴란드의 소피아 야기에우워의 여덟째이자 아들로는 셋째 아들로 안스바흐에서 태어났다. 어머니 폴란드의 소피아 야기에우워는 로마 가톨릭 신자였지만 게오르크는 프로테스탄트에 유화적인 모습을 보였다. 어머니 폴란드의 소피아 야기에우워의 몫의 유산으로 그는 어린 나이에 당시 폴란드가 점령하고 있던 헝가리 부더의 백작에 임명되었다. 한때 그가 유년기일 때, 아버지 프리드리히 2세는 의도적으로 큰아들 카지미르 폰 브란덴부르크쿨름바흐를 배척하고 게오르크를 자신의 후계자로 지명하려 시도했다. 아버지 프리드리히 2세는 후작 작위 및 영지 계승권에 대한 문제를 불식시키고자 게오르크에게 군사 훈련 내지는 전투 경력을 쌓기를 원했다. 아버지 프리드리히 2세는 자신의 아내의 몫의 상속권이자 게오르크에게 양도된 헝가리에서의 권리를 이유로 게오르크를 헝가리로 보내 군사 훈련을 받게 하였다.
1506년 그는 폴란드의 왕자로 헝가리와 보헤미아의 국왕이 된 울라슬로 2세의 추정상속인 자격으로 헝가리로 초청되었다. 그러나 같은 해 7월 외삼촌에게서 아들이자 후에 헝가리 왕이 된 러요시 2세가 태어나자 게오르크는 다시 러요시 2세의 가정교사로 초빙되어 헝가리에 계속 체류하였다. 그와 동시에 게오르크는 울라슬로 2세의 특별한 신뢰를 얻어 어린 러요시 2세의 공동 후견인의 한 사람으로 지명되었다. 한편 그는 울라슬로 2세의 양자로 인식되었다. 루트비히는 후에 부왕이 죽고 왕위를 승계했지만 방탕하게 생활했고, 이른 나이에 죽었다. 1515년에 울라슬로 2세는 게오르크를 오폴레 공작에 임명하여, 그는 오폴레(Oppeln) 공국의 통치권을 부여받기도 했다. 그는 1516년까지 오폴레 공국을 통치했다. 1521년 크로아티아의 군주 페타르 케겔로비크의 반발로 그는 크로아티아에 대한 영유권을 포기하고 헝가리에서도 떠났다. 그후 1532년부터 그는 다시 헝가리 오폴레 공작이 되어 오폴레 공국을 통치하다가 1549년 신성 로마 제국의 황제 페르디난트 1세가 강제로 빼앗아 자신의 아들인 대공 페르디난트 2세에게 줄 때까지 오폴레 공국의 통치자 타이틀을 보유하였다. 그는 어려서부터 신앙심이 깊은 인물로, 다소 낭비벽이 심했던 아버지 프리드리히와는 대조적이었다.

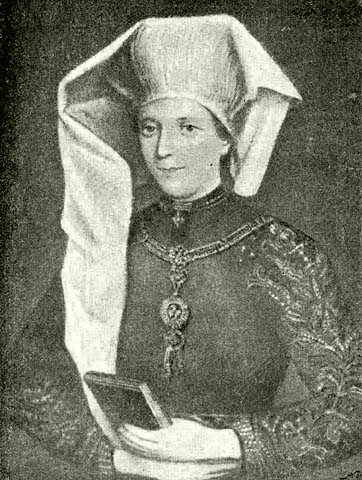
베아트릭스 드 프랑케판

1509년 헝가리의 귈렌에서 베아트릭스 드 프랑케판과 결혼하였다. 외삼촌 울라슬로 2세의 전임자였던 후냐디 왕가의 마티아스 코르비누스의 유일한 아들이자 서자였던 요한 코르비누스의 미망인이었던 베아트릭스 드 프랑케판은 남편을 잃고 두 아이도 어린 나이에 요절한 상태였다. 울라슬로 2세는 베아트릭스 드 프랑케판의 애도 기간이 끝나자마자 베아트릭스를 외조카 게오르크와 결혼시켰다. 프랑케판 가문은 헝가리와 크로아티아 지역의 실력자들을 배출한 유력자 가문이었다. 베아트릭스 드 프랑케판과의 결혼을 계기로 게오르크는 헝가리에 머무르려 했다. 동시에 울라슬로 2세는 게오르크와 결혼한 베아트릭스를 통해 크로아티아 지역의 반발 및 국경분쟁에 대처하려 했다. 그러나 베아트릭스 드 프랑케판은 아이를 낳지 못했고, 1510년 5월 27일에 사망했다. 헝가리 체제 중, 게오르크는 헝가리의 국경지대에 배치되어 영토분쟁 문제를 마주하게 됐는데, 방어에 어려움을 겪기도 했다. 게오르크는 베아트릭스가 죽자 헝가리 내에서 큰 재산과 영지를 물려받았다. 투르크족의 침략을 두려워하던 헝가리인들은 게오르크가 오래 체류해주기를 원하였지만, 게오르크는 아내 베아트릭스가 죽자 헝가리에서 받은 재산의 대부분을 매각하고 그 돈으로 실레지엔 공작령을 매입하려 했다.
1512년 라치부시의 공작인 곱사등이 발렌틴과 상속계약을 체결하였다. 곱사등이 발렌틴에게 자녀가 없을 시 라치부시의 상속권은 게오르크에게 준다는 것이었다.

### 쿠데타와 안스바흐의 통치자
그는 예겐스토르프 공국을 매입하려 했고, 하부 슐레지엔 등을 매입하려 했다. 게오르크는 이 지역들을 차지하기 위해 자신의 고향인 안스바흐와 그밖에 프랑켄 지역에서 확산되는 종교개혁을 주시하였다. 게오르크는 동생인 알브레히트 폰 프로이센이나 다른 형제들, 호엔촐레른 왕가의 다른 친척들, 그 밖에 다른 군주들에 앞서 마르틴 루터가 독일 종교개혁을 시작한 비텐베르크에 관심을 갖게 되었다. 오폴레 공국의 공작 요한 2세는 자신의 아이가 죽자 게오르크를 후계자로 지명했다. 1511년 2월 23일 게르만 기사단의 그랜드마스터가 되었고, 폴란드 전쟁에 참여한 공로로, 1525년에는 크라쿠프의 조약이 체결될 때 프로이센 공국의 상속권을 일부 획득했다.
아버지 프리드리히 2세는 낭비벽, 사치가 심했고, 자신의 호화로운 라이프 스타일을 유지하기 위해 영지에 막대한 경제 파탄을 야기하였다. 1515년 5월 27일 게오르크는 형 카지미르 폰 브란덴부르크쿨름바흐와 함께 쿠테타를 일으켜 아버지 프리드리히 2세를 팔레센부르크 요새의 감옥에 투옥시키고, 아버지가 갖고 있던 영지들을 나누었다. 아버지의 영지 중 할아버지 알브레히트 3세 아킬레스가 다른 형제 요한으로부터 넘겨받았던 쿨름바흐와 바이로이트는 형 카지미르 폰 브란덴부르크쿨름바흐가 갖고, 게오르크 자신은 고향인 안스바흐의 후작직과 영지를 차지했다. 그러나 게오르크는 오랫동안 제국 황궁과 헝가리 왕궁을 오갔고, 형 카지미르 폰 브란덴부르크쿨름바흐는 자신의 영지 외에도 게오르크의 영지였던 안스바흐의 통치권까지 대신 행사하다시피 했다. 게오르크는 1525년에 자신의 영지에서 발생한 농민 반란의 진압에만 참여했다. 1516년 외삼촌이자 헝가리의 국왕인 울라슬로 2세는 게오르크를 헝가리 왕국의 섭정으로 임명했다. 폴란드 출신으로서 헝가리의 국왕이 되어 헝가리 내에 기반이 없었던 울라슬로는 게오르크를 후에 왕위를 계승할 러요시 2세의 보호자이자 강력한 지원자로 삼고 싶어하였다. 한편 게오르크는 크르노프와 하부 슐레지엔의 영토를 자신의 몫으로 확보하는데 관심을 두었다.
게오르크는 마르틴 루터의 종교 개혁의 영향을 받아 종교 개혁 운동에 착수한다. 1521년 2월 13일의 보름스 어전 회의에 마르틴 루터가 로마 교황청에서 파견한 알렉산데르에 의해 이단으로 고발되었다. 재판은 4월까지 진행되었고, 4월 26일 재판이 끝날때까지 게오르크는 재판 과정을 유심히 지켜보았다. 이때 그는 마르틴 루터에 대해 강력한 인상을 받고 루터가 세인트 로렌스와 뉘른베르크의 세인트 세발드 교회에서 강연하는 것을 찾아가서 참관했다. 마르틴 루터의 성서 해석 및 신약성서 번역 강의를 듣고 그는 자신의 믿음을 정립하였다. 종교 개혁 운동을 하기로 작심했던 게오르크는 호엔촐레른 가문의 크고 작은 영지를 보유한 형제들 및 친척들을 모아 마르틴 루터의 종교 개혁에 대한 의사를 묻고, 루터교에 대한 대응책을 논의하였다. 그는 이미 자신의 영지에서 루터교회와 칼뱅교회의 선교와 포교, 설교를 인정한 상태였다. 그의 형제인 알브레히트 폰 프로이센은 종교 문제는 군주나 귀족이 백성들에게 강요해서 될 문제가 아니며, 개인이 결정하는 개인의 양심적 문제이자 세속적인 문제라고 답했다. 1523년에는 자신의 영지인 하부 슐레지엔과 예겐도르프 공작령에도 포교의 자유를 허용하였다. 1524년 그는 종교 개혁의 수용을 명확하게 선포하였다.

### 영토 확장 정책

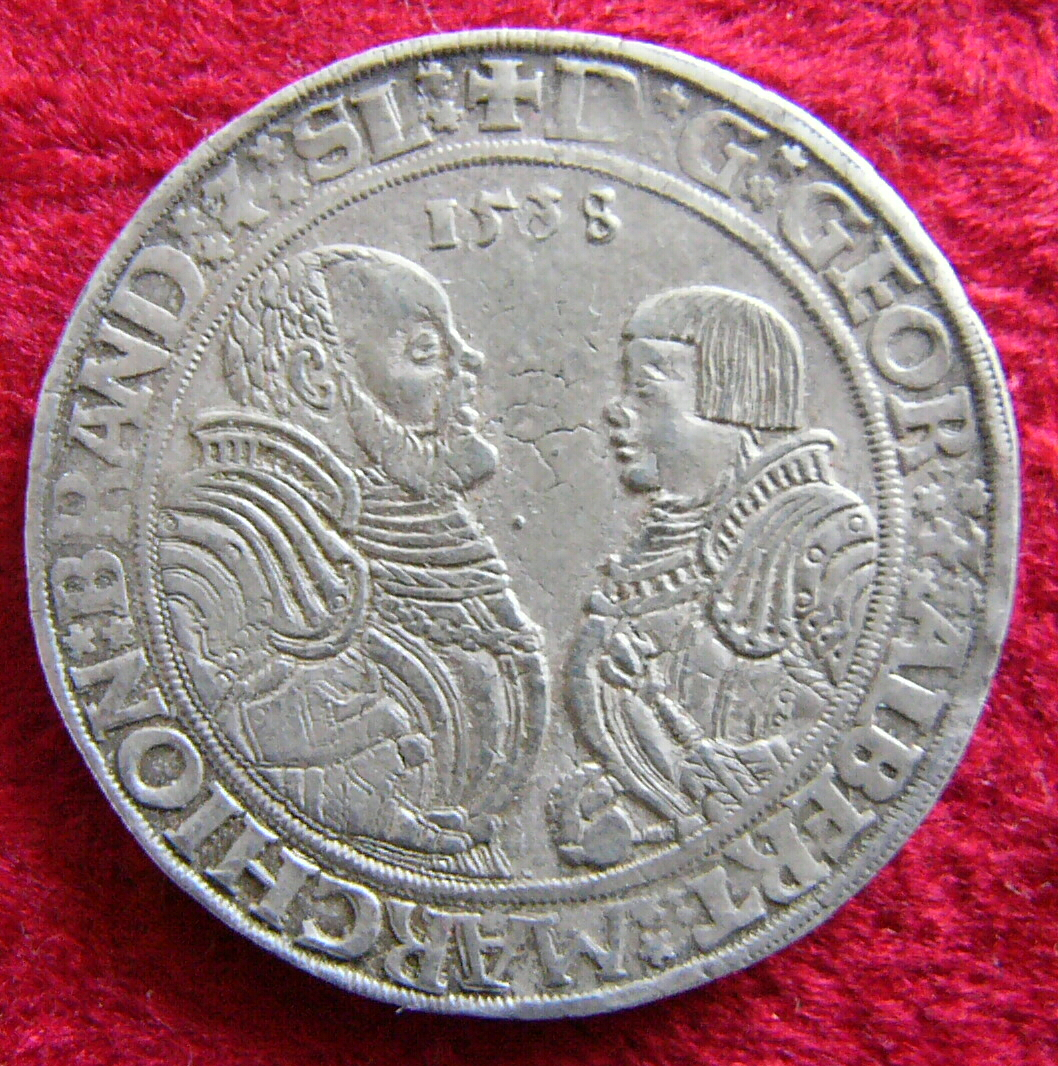
브란덴부르크 안스바흐, 쿨름바흐, 바이로이트에서 사용되던 16세기의 동전
(게오르크 경건공과 알브레히트 2세 알키비아데스가 새겨져 있다.

1523년 크르노프의 공작 게오르크 폰 스켈부르크(Georg von Schellenberg)가 죽자 크르노프 공작직을 차지했다. 1525년 게오르크는 결혼을 통한 영토 확장을 계획하였다. 게오르크는 뮌스터베르크와 오일레의 공작인 카를 1세 폰 뮌스터베르크의 딸 헤드비가 폰 뮌스텐베르크(1508 - 1531)와 결혼했다. 1518년에는 그의 누이 안나가 테센의 공작 바츨라프 2세와 결혼했고, 다른 누이 안나는 레그네치의 공작 프리드리히 2세와 결혼했다. 1526년 외사촌인 헝가리의 왕 러요시 2세가 모하치 전투 후에 사망했다. 황제 페르디난트 1세는 곧 헝가리를 차지했는데, 게오르크는 슐레지엔 전체의 통치권을 확보하고 싶어했다. 그러나 황제 페르디난트 2세에 의해 제한당했다. 하지만 게오르크는 여전히 슐레지엔 내에 상당한 재산을 보유하고 있었다.
1525년 게오르크는 튜든 기사단장을 지냈던 동생 알브레히트 폰 프로이센과 기사단의 국가로 불리던 프로이센의 세속 국가화를 계획했고, 1525년 크라코프 조약을 맺고 이를 조정하였다.
게오르크는 슐레지엔을 확보하고자 페르디난트 1세와 전쟁을 벌였다. 그는 형 카지미르 폰 브란덴부르크쿨름바흐와 함께 출정했는데, 당시 그는 신뢰할 만한 인물로 자신의 동생인 알브레히트 폰 프로이센을 지목했다. 그가 전쟁으로 자리를 비우는 동안 영지는 알브레히트가 대신 관리하였다. 알브레히트는 동시에 쿨름바흐, 바이로이트의 통치권도 대신 맡아보았다. 1527년 형 카지미르가 전쟁에서 죽자 그는 아버지 프리드리히를 불러들였다. 그는 아버지 프리드리히와 화해하고 팔레센부르크의 요새에 있던 아버지 프리드리히를 불러왔다.
게오르크는 카지미르 폰 브란덴부르크쿨름바흐의 아들인 어린 조카 알브레히트 2세 알키비아데스의 후견인이 되었다. 21세였던 카지미르 폰 브란덴부르크쿨름바흐의 부인인 바이에른의 수산나는 2년 후인 1529년 팔라틴 선제후 오토 하인리히와 재혼해서 떠났다. 알브레히트는 고아가 되었고, 게오르크는 조카 알브레히트 2세 알키비아데스를 대신해 브란덴부르크쿨름바흐 및 바이로이트의 후작직을 계승했지만, 조카인 알브레히트 2세 알키비아데스가 만18세가 되면 성인식을 치룸과 동시에 쿨름바흐와 바이로이트의 후작직을 조카에게 양도하겠다고 선언하였다. 게오르크는 조카 알브레히트를 핍박하지 않고 보호하였고, 형 카지미르가 남긴 빚을 대신 청산하였으며, 팔레센부르크 성에 체류중인 조카의 교육은 알브레히트 알키비아데스의 숙부이자 게오르크의 또다른 동생인 알브레히트 폰 프로이센이 맡았다. 1541년 알브레히트 2세 알키비아데스가 성년이 되자 쿨름바흐와 바이로이트 후작직을 조카에게 인계하였다. 후일 1543년 게오르크가 4살의 어린 아들 게오르크 프리드리히를 남기고 죽자, 알브레히트 2세 알키비아데스는 자신의 숙부 알브레히트 폰 프로이센과 함께 어린 게오르크 프리드리히의 후견인이 되었다.

### 종교개혁 운동에 개입

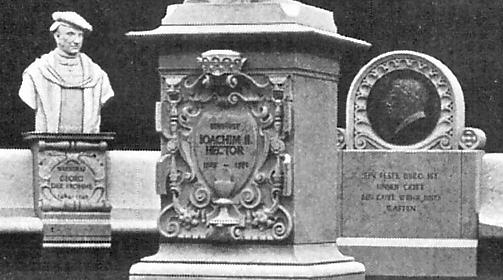
베를린 광장의 승리대로에 세워진 게오르크와 요아힘 2세 헥토르의 흉상 (1900년 12월 22일)

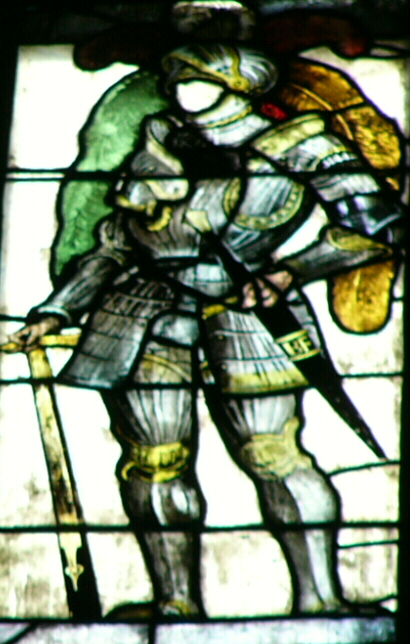
뉘른베르크의 성 세발드 성당의 창문에 새겨진 게오르크의 프레스코화

독일에는 1526년부터 1526년까지 농민 전쟁이 일어났으며 1531년에는 루터의 슈말칼덴 동맹이 형성되었다. 황제 카를 5세는 루터교에 대해 반대하는 입장이었고, 자신이 다른 곳의 문제에 집중하는 동안 독일에서 증가하는 문제들을 처리할 책임을 동생 페르디난트에게 위임하였다. 이 무렵 게오르크는 황제의 자문역을 맡게 되었다. 헝가리의 국왕이었던 외사촌 러요시 2세가 동조, 가담하면서 게오르크의 종교 개혁 운동은 탄력을 얻었다. 그는 황제 카를 5세와 그 대리인인 페르디난트 1세 그밖에 가톨릭쪽 군주들, 제후들, 기사, 귀족들과 면담하고 종교 개혁 운동 확산을 막고, 동시에 폭력적인 소요사태의 예방을 마련하였다. 레그니차와 브제크, 올로우의 공작 프리드리히 2세를 비롯한 뮌스터베르크와 오일레의 공작 카를 1세 등은 자신의 영지에서의 종교 개혁을 지지했다. 자신의 지역에 복음의 확장에 적지 않은 기여했다. 그는 헝가리, 슐레지엔, 그리고 프랑켄의 새로운 복음의 전파자를 확보하기 위해 노력하고, 이미 프랑코니아 지역에서도 동의를 얻을 수 있었다. 이어 그는 브란덴부르크, 뉘른베르크에 프로테스탄트 교회를 순서대로 소개하였다.
1527년 형 카지미르 폰 브란덴부르크쿨름바흐가 죽자 그는 형 카지미르 폰 브란덴부르크쿨름바흐의 아들 알브레히트 2세 알키비아데스의 후견인이 되고, 그가 성인이 될 때까지만 통치한다는 조건부로 쿨름바흐와 바이로이트를 다스렸다. 카지미르 폰 브란덴부르크쿨름바흐의 부인인 바이에른의 수산나는 팔라틴 선제후 오토-하인리히와 재혼했고, 그는 조카 알브레히트 2세 알키비아데스를 양육하게 된다.
게오르크는 자신의 영지 및 프랑코니아 그리고 형 카지미르 폰 브란덴부르크쿨름바흐의 영지인 쿨름바흐 등에서의 종교 개혁의 전파를 시도했지만 받아들여지지 않았다. 한편 그는 구교 교회 의식의 유지를 보장하면서도, 루터의 교리에 따라 설교하는 것을 허용하였다. 게오르크는 마르틴 루터와 계속 서신을 주고 받으며, 종교 개혁의 방안을 논의한다. 게오르크는 루터와 필리프 멜란히톤의 요구사항인 수도원의 복음화, 복음 전파를 위한 수도원 재산의 사용, 교육기관을 신설하여 사람들의 교육 수준에 따라 고등 등급 학교의 낮은 등급 학교의 설립 등이 담겨 있었다.
1529년의 슈파이어의 제국 의회와 1530년 아우구스부르크의 제국 의회에서 그는 개혁교회와 루터파 소속 교회의 포교권 허용을 주장했다. 동시에 조카인 브란덴부르크 선제후 요아힘 2세 헥토르를 설득하여 개혁교회 포교 허용으로 돌아서게 했다. 게오르크는 마르틴 루터를 비롯한 젊은 종교 개혁자들과 지속적으로 연락을 주고받았으며 루터, 우르바누스 레지우스 등의 서적과 교리 강연, 연구를 지원했다. 그는 뉘른베르크 위원회에도 참석했고, 1533년에는 브란덴부르크와 뉘른베르크의 종교 개혁 운동을 지원하였다. 뉘른베르크와 프랑켄에도 종교 개혁론이 소개되자 게오르크는 하부 슐레지엔을 비롯한 자신의 영지에도 종교 개혁 운동이 들어오도록 후원했다. 그는 생전 내내 마르틴 루터와 서신을 주고 받으며 종교, 개혁주의, 복음화에 대해 토론하였다. 형 카지미르가 죽자 카지미르가 다스리던 영지에 일단 개혁주의와 루터교 포교를 시범적으로 허용해보았다. 그는 다른 지역의 제후들에게도 개혁파 교회의 포교를 허용할 것을 요구하거나, 개혁신앙으로 인도하였다.
종교개혁운동에 대한 황제측의 반발이 심하자, 슈말칼덴 동맹의 저항이 발생했다. 게오르크는 슈말칼덴 동맹에 적극 참여하지는 않았지만, 자신의 영지 백성들 중에 슈말 칼덴에 참여하려는 자들을 승인, 묵인해주었다. 황제측은 아우구스부르크의 제국의회에서 개혁교회 설교의 금지 방안을 논의했고, 1530년 페르디난트 1세는 게오르크에게 황제측을 적극 지지하면 슐레지엔 전체의 영유권을 게오르크에게 주겠다고 제안했지만, 게오르크는 페르디난트의 제안을 강하게 거절했다. 그는 작센 선제후 프리드리히 3세에 버금가는 종교 개혁 지지자로 인식되었다. 게오르크는 평소 자신의 사촌 형인 요아힘 1세 네스토르를 강하게 경멸했다. 요아힘 1세 네스토르는 자신의 영지에도 종교 개혁 요구의 유입을 예상하고, 자신의 아들 요아힘 2세 헥토르를 보내 브란덴부르크의 종교개혁 반대론자들을 지원하게 했다. 1541년 레겐스부르크의 종교 회의에서 게오르크는 조카 요아힘 2세 헥토르와 개혁교회 교리와 루터교 포교를 브란덴부르크 본국에도 허용할 것을 요구했다. 레겐스부르크의 회의에서 게오르크는 요아힘 2세에게 프로테스탄트 포교 허용을 요구했하였다.

### 생애 후반

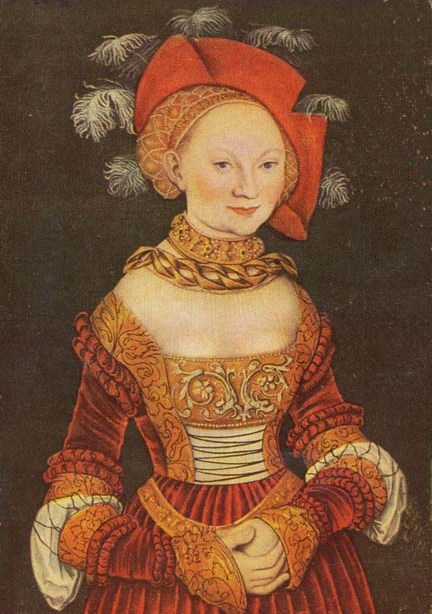
세 번째 부인 작센의 에밀리아

1531년 뮌스텐베르크의 헤드비가가 사망하자, 게오르크는 1532년 작센의 에밀리아와 재혼하였다. 헤드비가와의 사이에서는 딸만 둘 있었고, 작센의 에밀리아의 사이에서는 3명의 딸과 마지막으로 아들 게오르크 프리드리히 등의 아이들이 태어났다. 1532년부터는 라치부시의 영지를 매입하고 라치부시의 프린스직을 획득했다. 라치부시 공국에서의 매출 소득으로 그는 1535년 라치부시에 사냥용 별장을 건립하였다. 1534년 8월 8일에는 프랑켄에서 신규 이민자들에게 많은 혜택을 주는 것에 대해 반발한 광부들이 반란을 일으켰다. 반란을 일으킨 광부들은 주택과 마을을 약탈하고 마을 주민 일부와 관료를 학살하고 여러 광산 및 제철소를 파괴했다. 게오르크는 군대의 도움을 받아 겨우 광부들의 폭동을 억제했다.
1541년 조카 알브레히트 2세 알키비아데스가 성인이 되자 쿨름바흐와 바이로이트의 후작직을 넘겨주었다. 열성적인 신앙인이었던 게오르크는 자신의 영지에서 복음주의자들의 포교를 지원한다. 하지만 로마 가톨릭에 대해서는 어떠한 지원도 해주지 않았다. 1541년에는 타노우스키 지역의 분쟁에 개입, 타노우스키의 통치권을 매입하였다.
그는 자신의 모국어 외에도 체코어, 루마니아어, 라틴어, 세르비아어, 헝가리어 등을 구사할 수 있었다. 고전 문학에도 관심이 있었던 그는 각종 작품들에 대한 비평을 남기기도 했다. 하지만 그의 비평에 대한 반발도 있었는데, 이는 비평에 대한 반대라기 보다는 게오르크에 대한 정치적인 반발이었다. 1541년에는 군주가 후계자 없이 사망한 폴란드의 비톰 공작령과 크르노프 공작령을 매입하였다. 1543년 12월 27일 게오르크는 안스바흐에서 사망하여, 안스바흐 하일스브룬 수도원에 묻혔다. 그의 비석을 세운 로이 헤링은 십자가 앞에 무릎꿇고 양 측면에서 기도하는 게오르크와 그의 아버지 프리드리히를 새겨놓았다.

### 사후
그의 가계는 게오르크 프리드리히가 자녀를 남기지 못하고 사망함으로써 단절되었다. 특히 그가 헝가리의 왕이 된 외삼촌을 통해 획득할 수 있었던 오폴레와 라치부시 공작령 등은 게오르크 프리드리히 사후 호엔촐레른 가문이 아닌 합스부르크 왕가 출신 신성 로마 제국 황제 페르디난트 1세가 차지했다.